# STOML2
STOML2‏ (Stomatin like 2) هوَ بروتين يُشَفر بواسطة جين STOML2 في الإنسان.